# Kilt

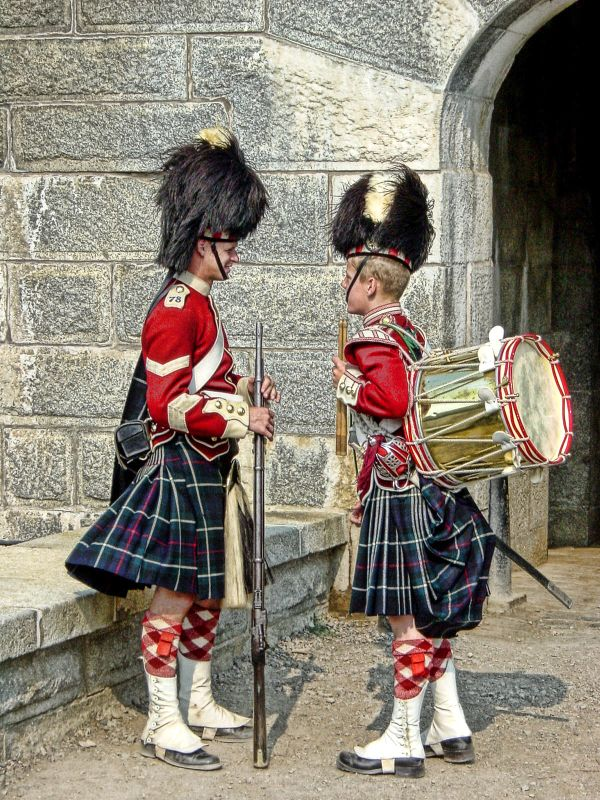
Soldats amb kilt

El kilt és un tartà usat com a faldilla. És possible fer-ne amb un altre teixit, però és menys freqüent. Forma part de la indumentària tradicional dels homes a Escòcia. Consisteix en una llarga tira de roba que els homes usen al voltant del cos tot subjectant el restant sobre l'espatlla, i s'ajusta amb una agulla o fermall. La col·locació del kilt es considera un art, en què els plecs queden perfectament col·locats. Actualment es porta sobretot en ocasions especials, com per exemple en gales, casaments, etc.

## Història i característiques
El kilt als segles xvi i xvii formava part de la indumentària quotidiana masculina de les Terres Altes escoceses. Es feia d'una banda molt llarga de roba, passada al voltant de la cintura i que, des de darrere, pujava a l'espatlla per a caure per davant. Aquesta peça s'anomena feileadh-mor o gran kilt. Al canvi del segle xvii al xviii començà a aparèixer una nova versió de kilt, anomenada feileadh-beag o kilt petit, molt similar al kilt actual. Al segle xix va renéixer amb força a tot Escòcia, país que encara avui el considera un símbol nacional.
En la indumentària tradicional el kilt es pot complementar amb una boina ornamentada amb plomes d'àliga (boina que rep el nom de balmoral en la versió més formal, i el de tam o' shanter en la informal), l'escut i la planta emblema del clan i, sobre el kilt, un sporran (en escocès sporan), mena de bossa penjada d'un cinturó fluix, que cau endavant o una mica de costat.
Durant l'edat contemporània l'ús del kilt s'ha estès a Irlanda, com a símbol de celtitat.

## El kilt en l'uniforme militar
Tradicionalment els escocesos de les Terres Altes combatien amb el kilt clànic, que d'aquesta manera feia funcions de protouniforme. A partir del segle xviii, la integració en l'exèrcit britànic comportà l'estandardització de l'uniforme, amb la qual cosa el kilt passà a ésser regimental. De llavors ençà el kilt ha format part de l'uniforme militar de les unitats escoceses, fins i tot en campanya, així a l'exèrcit britànic com en altres de la Commonwealth que compten amb regiments de tradició escocesa (Canadà, Austràlia, Nova Zelanda). A partir de la Primera Guerra Mundial, i en les condicions de la guerra de trinxeres, el kilt es dugué en campanya cobert amb un davantal caqui. A partir de 1940 el kilt és substituït en campanya pels pantalons d'ús general a l'exèrcit respectiu; però continua vigent en els altres ordres d'uniforme.
Tal com s'ha apuntat, el kilt de cada regiment acostuma de ser d'un tartà distintiu.
Les lligadures més usades amb el kilt militar són o han estat, segons unitats, èpoques i tipologia d'uniforme, el morrió de pell, la boina balmoral, el casquet circular kilmarnock, el casquet glengarry i la boina tam o' shanter.
D'ençà l'adopció de la guerrera, la versió escocesa (doublet) està dissenyada per a combinar amb kilt per defecte; per això és característic que tingui el frontal dels faldons de forma arrodonida, de manera que no entrebanquin l'sporran.

## Eltriubhas

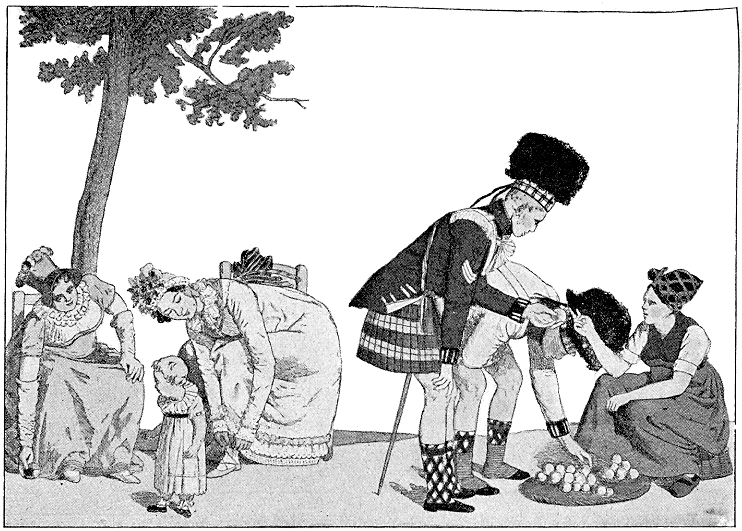
Pot haver-hi curiositat sobre què hi ha a sota del kilt...

Una peça alternativa al kilt, tant en la indumentària civil com en la militar, és el triubhas (trews en adaptació anglesa), un pantaló llarg i recte a tartans, originari de les Terres Altes, però que durant molt de temps fou preferent entre les tropes de les Terres Baixes.

## Derivació femenina: la faldilla escocesa
S'anomena faldilla escocesa una faldilla femenina inspirada en el kilt, pel que fa a la mena de plecs i a l'ús d'un estampat de tipus tartà (que s'hi coneix com a quadres escocesos); però manca de les altres convencions del kilt pròpiament dit, i pot presentar tota mena de llargades, formes i caigudes, etc., a banda que, insistim-hi, és d'ús exclusivament femení, inversament al kilt, i, a diferència del caràcter nacional d'aquest, és peça de moda universal; quant als quadres escocesos, són de disseny lliure, en contrast amb el kilt, en què el disseny del tartà indica necessàriament la pertinença a un clan civil o a un regiment militar.